# Bodem van Elde
De Bodem van Elde is een gebied dat zich bevindt tussen de plaatsen Schijndel, Boxtel, Sint-Oedenrode en Sint-Michielsgestel in de Nederlandse provincie Noord-Brabant. Het bestond oorspronkelijk uit gemene gronden en sinds de negentiende-eeuwse ontginningen uit landbouwgrond en bossen. De naam is afkomstig van de buurtschap Elde, die zich ten westen van Schijndel bevindt. Midden in het gebied ligt het dorp Gemonde.
Het gebied was vanwege de sterk leemhoudende bodem moeilijk toegankelijk en te ontginnen. Tot circa 1800 bestond het nog grotendeels uit woeste grond. Het was vaak natte heide of hakhoutbos. Natuurreservaat De Geelders, dat midden in het gebied ligt, is met zijn op rabatten geplante leembossen van grote natuur, cultuurhistorische en landschappelijke waarde.

## Gemeenschappelijke gebruiksrechten
Toen gedurende de eerste helft van de 14e eeuw gemeenterechten werden uitgegeven werden de gemeenschappelijke gronden tussen de, globaal met de toenmalige heerlijkheden overeenkomende, dorpen verdeeld voor gezamenlijk gebruik. Waarschijnlijk waren deze rechten daarvoor ook al aanwezig. Deze verdeling is in de Napoleontische tijd op de toen opgerichte gemeenten overgegaan. Dit gebeurde maar voor een gedeelte met de Bodem van Elde. 
Op 11 juni 1314 gaf Hertog Jan III van Brabant het gebruiksrecht van dit gebied gemeenschappelijk uit aan de inwoners van alle vier de omringende dorpen, dus: Boxtel, Sint-Michielsgestel, Schijndel en Sint-Oedenrode, ook buurtschap Kasteren van de gemeente Liempde kreeg rechten op de Bodem van Elde. 
In dit document werden ook de grenzen van het gebied vastgesteld, doch deze omschrijving was tijdgebonden en later niet meer eenduidig te interpreteren. Daarom zijn er landkaarten samengesteld en werden er grenspalen geplaatst. De kaarten dateerden uit 1650, 1757 en 1803. De beide oudste kaarten zijn verloren gegaan bij de brand in het gemeentehuis van Schijndel op 28 september 1944.
Ook de oudste oorkonden, die in Boxtel bewaard werden, gingen verloren door toedoen van de troepen van Maarten van Rossum in 1543. Afschriften ervan waren echter nog in Brussel voorhanden, zodat de documenten opnieuw konden worden opgesteld.
Niet alleen vier dorpen kwamen hier samen, maar ook enkele grotere bestuurlijke eenheden, en wel het Kwartier van Peelland, het Kwartier van Oisterwijk en de Vrijdom van 's-Hertogenbosch. Een aantal grenspalen zijn in het gebied nog aanwezig.
Om conflicten te vermijden en een goed gebruik te waarborgen werden er acht gezworenen benoemd, uit elk dorp twee. Dezen stelden regels op voor het gebruik. Dit werden keuren genoemd. Het gebruik betrof onder meer begrazing, turfsteken en het maaien van gras of het steken van heideplaggen. Niettemin was er af en toe sprake van conflicten aangaande het eigendomsrecht van het gebied.
De inwoners van de vier dorpen mochten hun graan laten malen op de Kasterense Watermolen. In 1806 kwam er echter een wet waarin iedereen verplicht werd zijn graan in de eigen woonplaats te malen.
Omstreeks 1800 ontstonden plannen voor ontginning van de Bodem van Elde. Geleidelijk aan werd dit gebied in bijna zijn geheel ontgonnen, alleen De Geelders en Elderbroek zijn er aan ontkomen. Vlak na de Tweede Wereldoorlog is De Geelders nog bedreigd geweest door een boerencoöperatie uit Nistelrode, die de bomen wilde kappen en het gebied wilde omzetten in cultuurland. Ingrijpen van de Tweede Kamer, onder andere door jhr. dr. M. van der Goes van Naters, was nodig om het gebied te redden. De binnen de Bodem van Elde gelegen boskampen Savendonk en Buitenkamp waren toen al verloren gegaan.

## Gemonde
Het dorp Gemonde, dat te midden van dit gebied ligt, is gegroeid uit vier gehuchten die elk tot een andere jurisdictie behoorden, en dus tot een andere schepenbank. Niettemin maakte geheel Gemonde deel uit van de parochie van Boxtel. Na de afschaffing van het ancien régime en de vorming van moderne gemeenten in het begin van de 19e eeuw, liepen de gemeentegrenzen uiterst grillig door de kom van het dorp heen. Een grenspaal uit 1879 die zich midden in het dorp bevindt herinnert daar nog aan. Sinds 1 januari 1996 maakt Gemonde deel uit van de gemeente Sint-Michielsgestel.